# Carl Engel
Carl Friedrich Wilhelm Engel var en tysk arkeolog, född 2 oktober 1895 i Magdeburg, Tyskland, död 25 januari 1947 i det sovjetiska koncentrationslägret Fünfeichen i Neubrandenburg, Tyskland. 
Efter att ha läst färdigt sin gymnasieutbildning vid König Wilhelms-Gymnasium i Magdeburg påbörjade Engel 1913 sina universitetsstudier filosofi och naturkunskap i München. 1914 ingick han frivilligt i den tyska armén, men kom att hamna som krigsfånge hos britterna och återvände inte till hemlandet förrän senhösten 1919. Fram till 1927 försörjde han sig som bokförsäljare i sin födelsestad, vid sidan av oarvoderat arbete såsom arkeolog i museivärlden, exempelvis höll han föredrag, guidningar och skrev ett stort antal vetenskapliga artiklar. I samband med en tillfällig anställning vid ett natur- och förhistoriskt museum i Magdeburg under åren 1927–1929 organiserade han en arkeologisk konferens – 10. Tagung für Vorgeschichte – i sistnämnda stad från den 2 till 7 september 1928. 
Engel kom under denna tid att doktorera vid universitetet i Tübingen 1928. Doktorsavhandlingen hade mycket av sin grund i materialstudier vid skilda museer, bland annat sitt eget, och kom att uppta i huvudsak neolitiska spår kring floden Elbe. Utsikterna att få stadigvarande arbete i Magdeburg såg inte lovande ut, så Engel flyttade 1929 till Königsberg i Ostpreussen där han kom att arbeta på det regionala Prussia-Museum fram till 1934, då han erbjöds en docenturtjänst i sitt ämne vid Herder-Institut i Riga. I Lettland kom han att stanna till 1939, blev extraordinarie professor 1935 och ordinarie professor 1937. En liknande professorstjänst blev därefter öppen för honom vid Greifswalds universitet, dit han flyttade 1939 och tre år senare – 1942 – upphöjdes han till rektor för samma universitet, en tjänst han behöll till krigsslutet 1945.
Engel hade goda kontakter med nordiska arkeologer som Aarne Michaёl Tallgren och Birger Nerman under mellankrigstiden, med den sistnämnde medverkade Engel 1932 i en gemensam utgrävning av det vikingatida östskandinaviska garnisonssamhället i Wiskiauten i Ostpreussen. Engel medverkade även som skribent i Fornvännen. Mycket tack vare Engels agerande under andra världskrigets slutskede räddades staden Greifswald från att förstöras, ty Adolf Hitler hade våren 1945 bestämt att staden inte skulle kapitulera för de anstormande ryska trupperna. Tillsammans med bland andra översten och stadskommendanten Rudolf Petershagens närmaste man Max Otto Wurmbach och medicinprofessorn Gerhard Katsch for man till de ryska truppernas befälhavare och visade vit flagg, vilket stoppade deras militära erövring av Greifswald. I början av maj månad 1945, efter kapitulationen, fängslades dock Engel, då han hade varit tjänsteman och aktiv arkeolog under nazistyret, han överlevde inte interneringstiden.

## Publikationer
- Engel, Carl, Beiträge zur Gliederung des jüngsten heidnischen Zeitalters in Ostpreussen. Congressus secundus archaeologorum Balticorum. Rigae, 19.–23. VIII.1930, Rigae. Riga 1931, sidorna 313–326.
- Engel, Carl, Tätigkeitsbericht der vorgeschichtlichen Abteilungen des Prussia-Museums in Königsberg Pr. Nachrichtenblatt für deutsche Vorzeit 1931. Jhrg. VII, H. 10, sidorna 6–11.
- Engel Carl, Das vierstöckige Gräberfeld von Linkuhnen. Fornvännen 1932, sidorna 168–177.
- Engel, Carl, Vorgeschichte der altpreuβichen Stämme. Bd. I. Königsberg 1935.
- Engel, Carl, Kulturen und Völker der Frühzeit im Preuβenlande. Königsberg 1937.
- Engel, Carl, Typen ostpreuβischer Hügelgräber. Neumünster 1962.
- Engel, Carl, Die kampflose Übergabe der Stadt Greifswald im April 1945. Das Tagebuch des Rektors der Greifswalder Universität. Landeszentrale für politische Bildung Mecklenburg-Vorpommern. Schwerin 1993.